# Saint-Just (Ille i Vilaine)
Saint-Just (en bretó Sant-Yust, en gal·ló Saent-Just) és un municipi francès, situat a la regió de Bretanya, al departament d'Ille i Vilaine. L'any 2006 tenia 1.009 habitants.

## Demografia
| 1806                                       | 1846 | 1906 | 1954 | 1962 | 1968 | 1975 | 1982 | 1990 | 1999 | 2007 |
| ------------------------------------------ | ---- | ---- | ---- | ---- | ---- | ---- | ---- | ---- | ---- | ---- |
| 1242                                       | 1223 | 1734 | 1276 | 1069 | 1120 | 1121 | 1024 | 997  | 929  | 1009 |
| Des de 1962: població sense dobles comptes |      |      |      |      |      |      |      |      |      |      |

## Administració

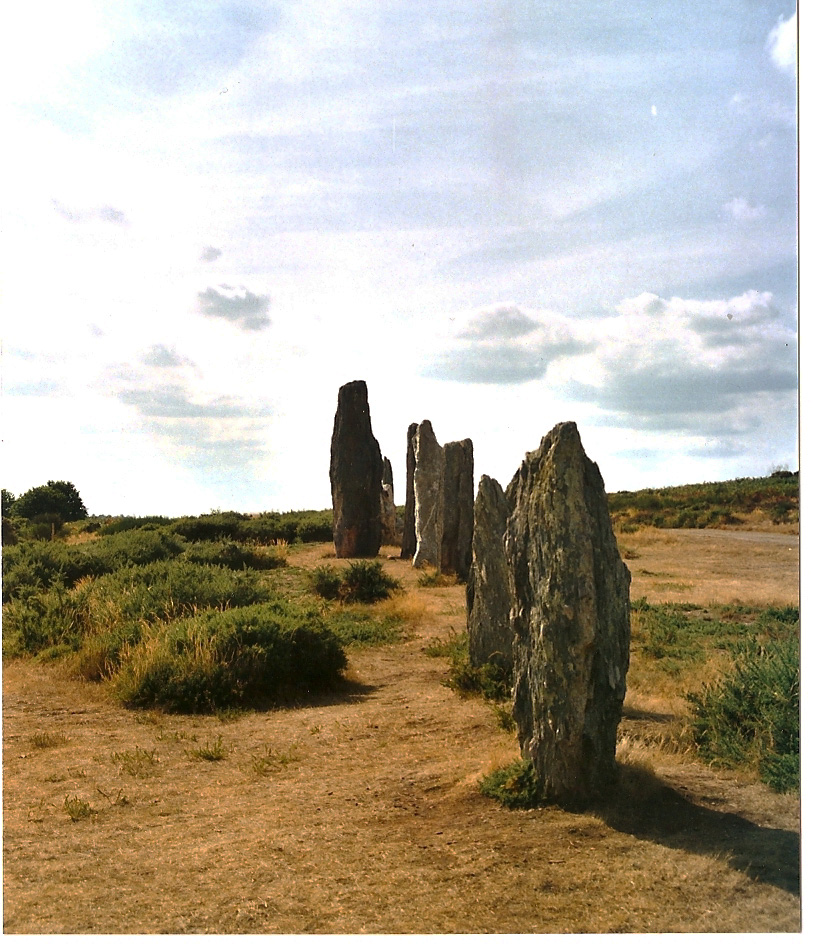
L'alineament de menhirs de Saint-Just.

| Període   | Identitat                            | Partit        |
| --------- | ------------------------------------ | ------------- |
| 1970-1995 | Comte Gaël de Poulpiquet du Halgouët | Divers droite |
| 1995-2008 | Marie-Claire Nevoux                  |               |
| 2008-     | Daniel Mahé                          |               |